# تسرع القلب بسبب إعادة الدخول بالعقدة الأذينية البطينية
تسرع القلب بسبب إعادة الدخول بالعقدة الأذينية البطينية (بالإنجليزية: atrioventricular nodal reentrant tachycardia)‏ هو شكل من أشكال إيقاع القلب المتسارع غير الطبيعي، والذي يندرج كنوع من أنواع تسرع القلب فوق البطيني، بما يعني أن هذا التسارع ينبع (ينشأ) من موقع في القلب فوق حزمة هيس. ويُمثل تسرع القلب بسبب إعادة الدخول بالعقدة الأذينية البطينية أحد أكثر أشكال تسرع القلب فوق البطيني المنتظم انتشارا. كما أنه أكثر شيوعا بين النساء عن الرجال (حوالي 75٪ من الحالات تحدث في الإناث).
تتمثل الأعراض الرئيسية لتسرع القلب بسبب إعادة الدخول بالعقدة الأذينية البطينية في الخفقان. وقد يكون العلاج بمناورات بدنية محددة، والأدوية، أو نادرا، تقويم نظم القلب. وقد تتطلب النوبات المتكررة استئصال راديوي، حيث يتم تدمير الأنسجة (غير الطبيعية) المتسببة في التسارع.
يحدث تسرع القلب بسبب إعادة الدخول بالعقدة الأذينية البطينية عندما تتشكل دائرة إعادة الدخول في أو بالقرب من العقدة الأذينية البطينية. وعادة ما تشتمل الدائرة مسارين تشريحيين: المسار السريع والمسار البطيء، وكلاهما في الأذين الأيمن. وعادة ما يقع المسار البطيء (والذي عادة ما يُكون هدف عملية الاجتثاث) أسفل وللخلف قليلا من العقدة الأذينية البطينية، ويتبع في كثير من الأحيان الحافة الأمامية للجيوب التاجية. أما المسار السريع فعادة ما يقع فوق وللخلف قليلا من العقدة الأذينية البطينية. وتتكون هذه المسارات من الأنسجة تبذل وظيفة مشابهة للعقدة الأذينية البطينية، لدرجة أن بعض الكتاب يعتبرونها جزءا منها.

## العلامات والأعراض
يتمثل العرض الرئيسي لتسرع القلب بعود الدخول في العقدة الأذينية البطينية في التطور المفاجئ لخفقان القلب المنتظم السريع. قد يترافق الخفقان مع إحساس بالرفرفة في العنق ناتج عن تقلص شبه متزامن للأذينين والبطينين على الصمام ثلاثي الشرف المغلق ما يؤدي إلى انتقال الضغط أو الانقباض الأذيني إلى الخلف نحو الجهاز الوريدي. قد يؤدي معدل ضربات القلب السريع إلى الشعور بالقلق، وبالتالي الخلط بين هذا المرض ونوبات الهلع. في بعض الحالات، يترافق بدء تسرع القلب بانخفاض طفيف في ضغط الدم. حين يحدث هذا الأمر، قد يعاني الشخص من الدوخة أو يفقد الوعي (الإغماء) في حالات نادرة. قد يعاني المصاب بمرض القلب التاجي الكامن (تضيق شرايين القلب بسبب التصلب العصيدي) والذي يتسرع معدل ضربات قلبه بشدة، من ألم في الصدر يشبه ألم الذبحة الصدرية، ويكون هذا الألم على شكل رباط أو ضغط حول الصدر وينتشر أغلب الأحيان إلى الذراع اليسرى والزاوية اليسرى للفك.
تظهر الأعراض غالبًا دون محرض محدد، على الرغم من أن البعض يلاحظ حدوث الخفقان غالبًا بعد رفع الأشياء الثقيلة أو الانحناء للأمام. يكون بدء الخفقان مفاجئًا، ويظهر تسارع معدل ضربات القلب خلال نبضة واحدة، وقد يسبقه شعور بتخطي ضربة. قد يستمر القلب في التسرع لدقائق أو ساعات، ولكن يكون انتهاء اللانظمية القلبية سريعًا مثل بدايته.
يتراوح معدل ضربات القلب في تسرع القلب بعود الدخول في العقدة الأذينية البطينية بين 140 و280 نبضة في الدقيقة عادةً. قد يكشف الفحص الدقيق للعنق وجود نبض في الوريد الوداجي على شكل «موجات أيه قذفية»، إذ يتقلص الأذين الأيمن على الصمام ثلاثي الشرف المغلق.